# Abelspora
Abelspora — рід мікроспоридій. Назва вперше опублікована 1987 року.

## Класифікація
До роду Abelspora відносять 1 вид:
- Abelspora portucalensis